# Walter Kutz
Walter Kutz (né le 17 janvier 1904 à Berlin, mort le 11 août 1983 dans la même ville) est un chef décorateur allemand.

## Biographie
Walter Kutz entreprend une formation de peintre décorateur, qui le conduit à exercer son métier dans le théâtre et le cinéma. Il commence au cinéma en 1939. En 1943, il collabore avec Emil Hasler. Après la retraite de Hasler, il s'associe en 1963 avec Wilhelm Vorwerg. Ils conçoivent ensemble les adaptations de romans d'Edgar Wallace.
Il prend sa retraite le jour de ses 65 ans.

## Filmographie
- 1939 : Wenn ein kleines Mädel spielt
- 1944 : Nora
- 1944 : Träumerei
- 1944 : Der stumme Gast
- 1947 : Und über uns der Himmel
- 1948 : Chemie und Liebe
- 1948 : L'Affaire Blum d'Erich Engel
- 1948 : La Fille des grands chemins
- 1949 : Les Quadrilles multicolores de Kurt Maetzig
- 1949 : Nächte am Nil
- 1950 : Cœur de pierre de Paul Verhoeven
- 1950 : Eva im Frack
- 1951 : L'Inconnue des cinq cités
- 1951 : Der bunte Traum
- 1952 : Der keusche Lebemann
- 1952 : Der Fürst von Pappenheim
- 1952 : La Trace conduit à Berlin
- 1953 : Der Onkel aus Amerika
- 1953 : Et le cœur danse
- 1953 : Ein Leben für Do
- 1954 : Die Hexe
- 1954 : Konsul Strotthoff
- 1954 : Bon Voyage (de) de Thomas Engel
- 1955 : Der Himmel ist nie ausverkauft d'Alfred Weidenmann
- 1955 : Vor Gott und den Menschen
- 1955 : Une fille des Flandres
- 1956 : Die schöne Meisterin
- 1956 : Die Rosel vom Schwarzwald
- 1957 : Viktor und Viktoria
- 1957 : Italienreise – Liebe inbegriffen
- 1957 : Das einfache Mädchen
- 1958 : Petersburger Nächte
- 1958 : La Main dans le sac (Polikuschka) de Carmine Gallone
- 1958 : Ihr 106. Geburtstag de Günther Lüders
- 1958 : Jeunes filles en uniforme
- 1959 : Les Mutins du Yorik
- 1959 : Ich schwöre und gelobe
- 1959 : Was eine Frau im Frühling träumt
- 1960 : Die Rote Hand
- 1960 : Die Fastnachtsbeichte
- 1961 : Ihr schönster Tag
- 1963 : L'Énigme du serpent noir
- 1963 : Das indische Tuch
- 1964 : L'Attaque du fourgon postal
- 1964 : Le Défi du Maltais (Der Hexer)
- 1964 : La Serrure aux treize secrets
- 1965 : Neues vom Hexer
- 1965 : Der unheimliche Mönch
- 1966 : Le Bossu de Londres
- 1967 : Le Moine au fouet (Der Mönch mit der Peitsche)
- 1967 : La Main de l'épouvante
- 1967 : Le Château des chiens hurlants
- 1968 : Im Banne des Unheimlichen
- 1968 : Die Lümmel von der ersten Bank (de), 2. Teil: Ces diables de collégiens (de)
- 1968 : Der Gorilla von Soho (de)
- 1968 : Der Mann mit dem Glasauge